# Kran
Le kran (en persan قران, aussi romanisé en qerān ou qiran) est l'ancienne unité monétaire iranienne à partir de 1825. 
Remplaçant le premier rial iranien, le  kran valait 1 000 dinars iraniens ou 1/10 de toman. Le second rial iranien remplace le kran en 1932 alors qu'il était de 100 [nouveaux] dinars. Le kran n'a plus de cours officiel en Iran mais encore de nos jours la plupart des iraniens l'utilisent dans leur conversation pour désigner le rial.
Les premiers billets de banque modernes iraniens sont émis à partir de 1888 par l'Imperial Bank of Persia (Banque impériale de Perse, Bānk-e šāhī), dont les capitaux sont majoritairement britanniques. Ils sont libellés en tomans.
Le 4 mai 2020 le parlement iranien adopte une loi rétablissant le toman (subdivisé en 100 krans ) comme monaie nationale. La valeur du nouveau toman est fixée à 10 000 anciens rials. Un kran equivaut donc à 100 anciens rials.[réf. nécessaire]